# Galaxie du champ
Une galaxie du champ est une galaxie qui n'appartient pas à un amas de galaxies et est donc gravitationnellement isolée.
Environ 80 % des galaxies situées à moins de 5 mégaparsecs du Système solaire font partie d'un groupe ou d'un amas de galaxies.
La plupart des galaxies à faible brillance de surface sont des galaxies du champ.

## Liste
- NGC 16
- NGC 1208
- NGC 1214 ?
- NGC 1313
- NGC 2683
- NGC 2903
- NGC 3621
- NGC 4605
- NGC 6503